# Folke von Krusenstjerna
Johan Gustaf Folke von Krusenstjerna, född den 11 augusti 1872 i Söraby församling, Kronobergs län, död den 9 juli 1966 och då kyrkobokförd i Hovförsamlingen, var en svensk ämbetsman.

## Biografi
Folke von Krusenstjerna föddes 1872 på Valtorp i Söraby församling. Han var son till majoren Oskar von Krusenstjerna vid Smålands husarregemente och Emilie Aschan. von Krusenstjerna avlade mogenhetsexamen vid högre allmänna läroverket i Växjö vårterminen 1891. Han skrevs in vid Lunds universitet samma år, där han avlade juridisk-filosofisk examen 1892 och juris utriusque kandidatexamen 1898. von Krusenstjerna blev extra ordinarie notarie i Hovrätten över Skåne och Blekinge 1899 och i Svea hovrätt 1901 samt amanuens i Civildepartementet 1901. Han var tillförordnad notarie vid Riksförsäkringsanstalten 1902–1911, sekreterare i Stockholms handels- och sjöfartsnämnd 1906–1911, chef för Stockholms fondbörs 1905–1911 och kassadirektör i Stockholms Enskilda Bank 1911–1913. Han var bankinspektör och chef för Bankinspektionen 1913–1937 (myndigheten hette Bank- och fondinspektionen från 1919).
von Krusenstjerna var ordförande i banklagskommittén 1915–1916, ledamot av kommittén rörande lag om försäkringsrörelse 1916–1917, ordförande i kommittén rörande fondbörshandel 1916—1918 och vice ordförande i bankkommittén 1917–1919. Han blev ledamot av Finansrådet 1917 och var ordförande i sparbankskommittén 1920—1921. Han blev ledamot av Försäkringsinspektionen 1921, av kommittén rörande bankrörelse 1924–1927 och särskild ledamot av Riksförsäkringsanstalten 1925–1943. von Krusenstjerna satt i fullmäktige för folkpensionsförsäkringsfonden 1931–1943, var ledamot av kommittén rörande bankrörelse 1932 och ledamot av kommittén rörande Sveriges stadshypotekskassa 1933–1934.
Folke von Krusenstjerna var ledamot av Riddarhusdirektionen 1935–1941, ordförande i sällskapet Pro Patria 1935–1945, jourhavande direktör i försäkringsbolaget Skandia 1937–1944 och ordförande i styrelsen för Inteckningsbanken 1941–1949. Han var chef för Hovförvaltningen 1941–1951.

### Familj
von Krusenstjerna gifte sig 1 mars 1913 i Jacobs kyrka, Stockholm med Elsa Benckert (född 1878), dotter till rådmannen Herman Teodor Benckert och Hedvig Carolina Matilda Wikblad. De fick tillsammans barnen Göran von Krusenstjerna (1917–1922) och Allan von Krusenstjerna (1920–1928).